# Büßereis

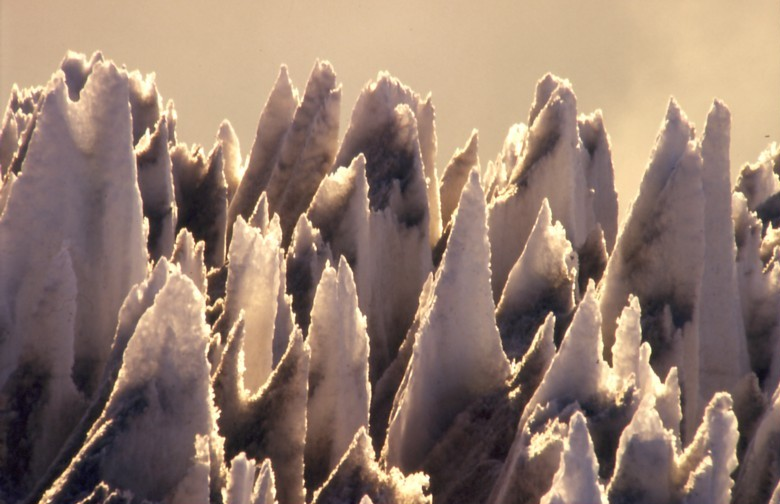
Meterhohe Eiszacken in der Gipfelregion des Damâvand, 5604 m, Iran

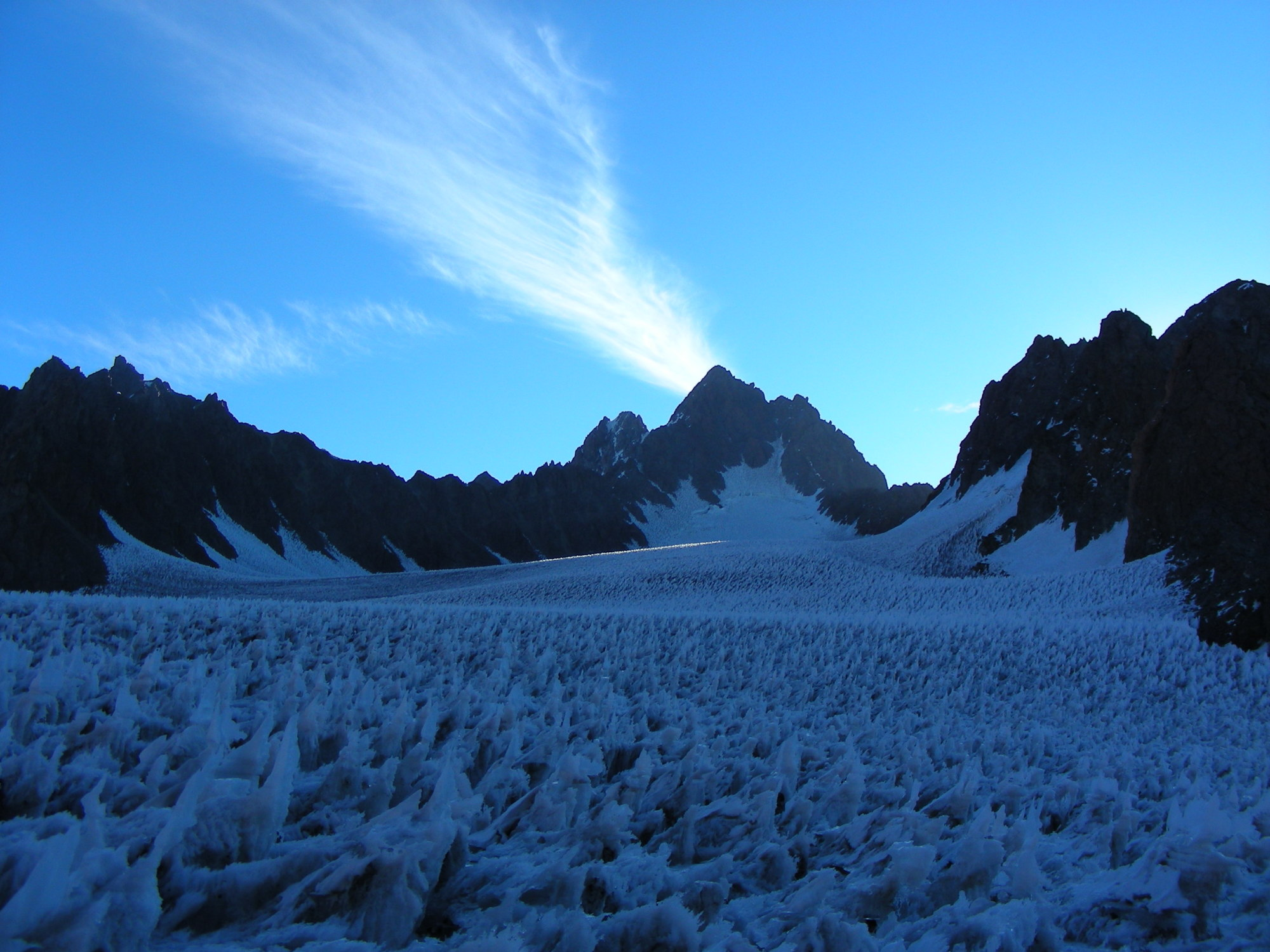
Büßereis am Ostgipfel des Tres Picos del Amor in Argentinien

Als Büßereis, Büßerschnee oder Zackenfirn (englisch Snow Penitents oder Ice Penitents, spanisch Nieve de los Penitentes) werden bis 6 m hohe Schnee- und Eispyramiden in Hochgebirgen der Tropen und Subtropen (u. a. den Anden) bezeichnet. Auf dem Khumbu-Gletscher am Mount Everest wurde bis zu 30 Meter hohes Büßereis beobachtet.
Verursacht wird Büßereis durch ungleichmäßige Abschmelzung (Ablation) bei starker direkter Sonnenstrahlung und geringer Luftfeuchtigkeit in der randtropisch-subtropischen Trockenzone. Die Spitzen der Schneepyramiden zeigen Richtung Mittagssonne.
Für Bergsteiger stellt diese Art von Gletscher- und Firnfeldoberfläche in der Regel eine unüberwindbare Schwierigkeit dar.
Der Entstehungsprozess beginnt vermutlich durch kleine Vertiefungen im Schnee. An deren Boden trifft mehr reflektiertes Licht auf als anderswo, wodurch sie sich schneller vertiefen als ihre höher gelegenen Ränder. Der Effekt wird möglicherweise in Klimaten verstärkt, in denen der Taupunkt unter dem Gefrierpunkt liegt und gleichzeitig starke Sonneneinstrahlung vorherrscht. Dort kann Schnee an den Spitzen der Schneespitzen nicht schmelzen, sondern allenfalls durch Sublimation abgetragen werden. In den windgeschützten Vertiefungen ist es hingegen feuchter und somit der Taupunkt höher, sodass das Eis schmelzen kann. Da für Sublimation mehr Sonnenenergie nötig ist als für bloßes Schmelzen, schreitet der Vertiefungsprozess dort schneller voran als an den Spitzen.
Büßereis gibt es möglicherweise auch in der Äquatorregion des Jupitermondes Europa. Dies deuten zumindest Radarmessungen an. Ähnliche Strukturen wurden ebenfalls auf dem Zwergplaneten Pluto gefunden. Dort, so vermutet man, können die aus Methaneis bestehenden Spitzen jedoch mehrere hundert Meter hoch werden.